# Булкин, Василий Александрович
Василий Александрович Булкин (9 июля 1945, Ленинград — 23 июля 2017, Санкт-Петербург) — российский археолог, историк. Кандидат исторических наук (1973).
В 1970 году окончил Санкт-Петербургский государственный университет. С 1982 года доцент Кафедры археологии Санкт-Петербургского университета. Изучал вопросы развития Подвинья и Верхнего Поднепровья в этно-культурных процессах Восточной Европы в I — начале II тысячелетия н. э. Исследовал влияние природных факторов на развитие древнего Минска.
Брат Валентин (1937—2016) — искусствовед, исследователь древнерусского искусства.